# Тренировочный день (телесериал)
«Трениро́вочный день» (англ. Training Day) — американский полицейский телесериал, основанный на одноимённом фильме 2001 года режиссёра Антуана Фукуа. Премьера сериала состоялась 2 февраля 2017 года на телеканале CBS.
25 февраля 2017 года ведущий актёр Билл Пэкстон скончался от осложнений после операции на сердце. Спустя день CBS заявил, что съёмки были закончены ещё до смерти актёра в декабре 2016 года.
17 мая 2017 года сериал был официально закрыт после одного сезона.

## Сюжет
Действие телесериала происходит спустя 15 лет после событий фильма. Сериал рассказывает об офицере Кайле Крэйге (Джастин Корнуэлл), который внедряется в отдел специальных расследований департамента полиции Лос-Анджелеса, чтобы стать напарником детектива Фрэнка Рурка (Билл Пэкстон), которого подозревают в связях с бандитскими группировками.

## В ролях
- Билл Пэкстон — детектив Фрэнк Рурк
- Джастин Корнуэлл — офицер Кайл Крэйг
- Катрина Ло — детектив Ребекка Ли
- Кристина Видал — детектив Валерия Чавес
- Дрю Ван Эккер — детектив Томми Кэмпбелл
- Лекс Скотт Дэвис — Алис Аррендонадо
- Джули Бенц — Холли Батлер
- Мэрианн Жан-Батист — заместитель начальника Джой Локхарт

## Список эпизодов

### Сезон 1 (2017)
| № общий | № в сезоне | Название                                         | Режиссёр         | Автор сценария            | Дата премьеры   | Зрители в США (млн) |
| ------- | ---------- | ------------------------------------------------ | ---------------- | ------------------------- | --------------- | ------------------- |
| 1       | 1          | «Apocalypse Now» «Апокалипсис сейчас»            | Дэнни Кэннон     | Уилл Билл & Дэвид Эйер    | 2 февраля 2017  | 4.73                |
| 2       | 2          | «Tehrangeles» «Тегеранджелес»                    | Луис Милито      | Бэрри Шиндел              | 9 февраля 2017  | 4.44                |
| 3       | 3          | «Trigger Time» «Время запуска»                   | Нэйтан Хоуп      | Уилл Билл & Робб Берк     | 16 февраля 2017 | 3.83                |
| 4       | 4          | «Code of Honor» «Кодекс чести»                   | Милан Чейлов     | Ребекка Дэмерон           | 23 февраля 2017 | 3.62                |
| 5       | 5          | «Wages of Sin» «Расплата за грех»                | Стив Эделсон     | Роберт Дэвид Порт         | 2 марта 2017    | 4.33                |
| 6       | 6          | «Faultlines» «Линия разлома»                     | Мэтт Эрл Бисли   | Иэн Шорр                  | 9 марта 2017    | 4.03                |
| 7       | 7          | «Quid Pro Quo» «Одно вместо другого»             | Эгиль Эгилссон   | Мэйша Клоссон             | 8 апреля 2017   | 2.56                |
| 8       | 8          | «Blurred Lines» «Размытые линии»                 | Стив Шилл        | Терренс Пол Уинтер        | 15 апреля 2017  | 2.61                |
| 9       | 9          | «Bad Day at Aqua Mesa» «Плохой день в Аква Меса» | Джеффри Дж. Хант | Клэй Сенешаль             | 22 апреля 2017  | 3.20                |
| 10      | 10         | «Sunset» «Закат»                                 | Ларри Тенг       | Алекси Хоули              | 29 апреля 2017  | 2.63                |
| 11      | 11         | «Tunnel Vision» «Туннельное зрение»              | Кристина Мур     | Ребекка Дэмерон           | 6 мая 2017      | 3.19                |
| 12      | 12         | «Elegy Part: 1» «Элегия Часть: 1»                | Антон Кроппер    | Грег Херман & Алек Уэллс  | 13 мая 2017     | 2.51                |
| 13      | 13         | «Elegy Part: 2» «Элегия Часть: 2»                | Эрик Ла Саль     | Уилл Билл & Бьянка Самсон | 20 мая 2017     | 2.60                |

## Отзывы критиков
Сериал «Тренировочный день» получил в целом негативные отзывы критиков. На сайте-агрегаторе Rotten Tomatoes сериал держит 21% «свежести», что основано на 29-ти отзывах критиков со средним рейтингом 4,2/10. Критический консенсус сайта гласит: «„Тренировочный день“ провалился в попытке повторить высокое качество фильма в телевизионном формате, как и провалился в попытке выделиться на фоне огромного количества наскучивших полицейских сериалов, демонстрирующихся на телевидении в данный момент». На Metacritic сериал получил 38 баллов из ста на основе 27-ми «в целом негативных» рецензий.